# Pseudaega punctata
Pseudaega punctata là một loài chân đều trong họ Cirolanidae. Loài này được G. Thomson miêu tả khoa học năm 1883.